# Хікмет Четін
Хікмет Четін (* 1937, Ліджі, Діярбакир) — турецький політик і колишній лідер Республіканської народної партії. Міністр закордонних справ Туреччини (1991–1994). Спікер Великого національного зібрання Туреччини (1997–1999).

## Життєпис
Хікмет народився в Ліджі, округ Діярбакир, у курдській родині. Закінчивши початкову школу в рідному місті та середню в Анкарі, у 1960 році вивчав політологію в Анкарському університеті, де також отримав ступінь бакалавра з економіки.
Закінчивши навчання, Хікмет Четін працював у державній організації планування. Потім він поїхав до США, де здобув ступінь магістра економіки розвитку у коледжі Вільямса у Вільямстауні, штат Массачусетс. У 1968 році він був у Стенфордському університеті в Каліфорнії для дослідження. У 1970 році він проходив військову службу в Туреччині. За цей час він був за сумісництвом викладачем Близькосхідного технічного університету в Анкарі.
Хікмет Четін отримав депутатське місце Республіканської народної партії в Стамбульському виборчому окрузі в 1977 році. У період з 1978 по 1979 рік він обіймав посаду державного міністра, а пізніше — віце-прем'єр-міністра при Бюленті Еджевіті. Після військового перевороту в 1980 році Четін вирушив до Ємену, щоб допомогти побудувати уряд.
Хікмет Четін отримав свій третій депутатський мандат у виборчому окрузі Газіантеп у 1990 році, знову за соціал-демократичної партії.
Прем'єр-міністром Туреччини був призначений Сулейман Демірель у 1991 році. Хікмет Четін пішов у відставку з посади міністра закордонних справ 27 липня 1994 року.
Хікмет Четін зайняв своє місце в Парламенті на загальних виборах 1995 року і був обраний головою парламенту 16 жовтня 1997 року і обіймав цю посаду до 18 квітня 1999 року.
Був призначений 19 листопада 2003 року першим старшим цивільним представником Генерального секретаря НАТО в Афганістані, найвищим політичним представником НАТО в цій країні, де з 11 серпня 2003 він командував Міжнародними силами сприяння безпеці (ISAF). 26 січня 2004 року він обійняв посаду в Кабулі і відбув два строки поспіль до 24 серпня 2006 року.
З 2013 року Четін є членом Фонду глобального лідерства, організації, яка працює з метою підтримки демократичного лідерства, запобігання та вирішення конфліктів шляхом посередництва та сприяння належному управлінню у формі демократичних інститутів, відкритих ринків, права людини та верховенство права. Це робиться, надаючи, стримано та впевнено, досвід колишніх лідерів сьогоднішнім національним лідерам. Це неприбуткова організація, що складається з колишніх керівників урядів, вищих урядових та міжнародних організацій, які тісно співпрацюють з керівниками урядів з питань, що їх хвилюють.
У 2020 році став фігурантом центру «Миротворець» за співавторство проросійського мюнхенського плану капітуляції України — «Дванадцять кроків до більшої безпеки в Україні та євроатлантичному регіоні».